# یوکوسوکا ایی رو-گو کو-گیت
یوکوسوکا ایی رو-گو کو-گیت (به انگلیسی: Yokosuka_Ro-go_Ko-gata) یک هواگرد ملخ‌پیشین تک‌موتوره از نوع هواپیمای تجسسی هواپیمای آب‌نشین دارای ارابه فرود ساخت شرکت Yokosuka Naval Air Technical Arsenal است. این هواگرد در سال ۱۹۱۸ میلادی رسماً معرفی گردید. در مجموع، تعداد ۲۱۸ فروند از این هواگرد ساخته شده‌است.